# レスター・グリンスプーン
レスター・グリンスプーン（英: Lester Grinspoon、1928年6月24日 - 2020年6月25日）は、アメリカ合衆国の医学者、精神科医。ハーバード大学医学部教授で精神薬理学を専門とし、薬物政策にも詳しい向精神物質の専門家である。同じくハーバード大学で薬物政策を講義するジェームズ・バカラーと共に幻覚剤や大麻を再考するための著書を出版していることで知られる。

## 略歴
マサチューセッツ州ニュートン出身。ジェームズ・バカラーと同じくハーバード大学医学部卒業後、ボストン大学にて精神分析を修了。
ジェームズ・バカラーと同じ勤務先のマサチューセッツ・ヘルス・センターで精神科薬物部門主任を務めた。
精神科指導医、ジェームズ・バカラーと同じくハーバード大学医学部準教授。

## 著書
- レスター・グリンスプーン、ジェームズ・B・バカラー 『サイケデリック・ドラッグ-向精神物質の科学と文化』 杵渕幸子訳、妙木浩之訳、工作舎、2000年。ISBN 978-4875023210。 Psychedelic Drugs Reconsidered, 1979
- レスター・グリンスプーン、ジェームズ・バカラー『マリファナ』久保儀明訳、青土社、1996年。ISBN 978-4791754533。Marihuana, the forbidden medicine, 1993
- Lester Grinspoon , Peter Hedblom "Speed Culture: Amphetamine Use and Abuse in America" Harvard Paperbacks, ISBN 0674831926
- Lester Grinspoon , James B. Bakalar "Drug Control in a Free Society Bakalar" ISBN 0521357721
- Lester Grinspoon , James B. Bakalar "Cocaine: A Drug and Its Social Evolution" ISBN 0465011918